# Георги Бойчев
Георги Иванов Бойчев е български юрист, професор, доктор и декан на Юридическия факултет на Софийския университет през учебните 1979/83 г.

## Биография
Роден е на 12 януари 1936 г. в Исперих. Завършва Юридическия факултет през 1959 г. в годините на разгара на най-тежкия правен нихилизъм, провеждан като държавна политика, в историята на България.
От 1990-те години преподава обща теория на правото и философия на правото предимно в новите юридически факултети в София и страната – ВИПОНД, Правно-исторически факултет (Югозападен университет) и т.н.
Умира на 8 декември 2020 година.